# Grigori Gershuni
Grigori Andréievich Gershuni (del ruso: Григорий Андреевич Гершуни); Kaunas, 17 de septiembrejul./ 29 de septiembre de 1870greg.-Zúrich, 16 de marzojul./ 29 de marzo de 1908greg. fue un revolucionario ruso, dirigente y fundador del Partido Social-Revolucionario y jefe de su Organización de Combate.
Nacido en Kaunas en 1870, estudió farmacia en Kiev y se instaló en Minsk a finales de siglo, donde fue arrestado por sus actividades de agitación entre los obreros de la región. Liberado, pasó inmediatamente a la clandestinidad y tuvo un papel destacado en la fundación del Partido Social-Revolucionario en el invierno de 1901-1902. Defensor del terrorismo como instrumento de cambio político, en 1902 fundó la Organización de Combate SR, sección del partido dedicada al terror y con gran autonomía respecto de la sección política. Dirigió activamente la Organización, organizando diversos atentados entre 1902 y 1903, cuando fue detenido por la policía. Juzgado y condenado a muerte, se le conmutó la pena por la de cadena perpetua a trabajos forzados. Logró escapar de su campo siberiano en 1906 y realizar una gira en defensa de los socialrevolucionarios en los Estados Unidos antes de regresar a Europa. Participó en la conferencia extraordinaria del partido de 1907 y defendió el uso del terrorismo contra la autocracia zarista, pero murió de tuberculosis poco después, en marzo de 1908.

## Comienzos
Nació en Kaunas, entonces parte del imperio ruso, en 1870 en el seno de una familia judía de la burguesía lituana. Cuando tenía tres años, la familia se trasladó a Šiauliai. Con 15 años su tío lo tomó a su cargo como aprendiz de farmacia, lo que le permitió recorrer Rusia más allá de la zona de asentamiento. En 1895 comenzó a estudiar farmacia en la Universidad de Kiev y a participar en actividades estudiantiles que llevaron a su breve arresto por la policía. Después de graduarse en 1897, abrió un laboratorio químico-bacteriológico en Minsk.

## Actividad revolucionaria
Socialista de la corriente populista, fue uno de los fundadores junto con Yekaterina Breshko-Breshkóvskaya del Partido Obrero por la Liberación Política de Rusia, aunque no dedicó gran interés a las cuestiones teóricas del socialismo. El partido, centrado principalmente en Bielorrusia, dedicaba su actividad a la agitación entre los obreros judíos de la región. En el programa del partido, redactado parcialmente por Gershuni, ya se defendía el uso del terrorismo para acabar con la autrocracia. Sus actividades en Minsk condujeron a su detención por la policía secreta a comienzos de 1900. Logró su libertad convenciendo a Serguéi Zubátov (véase zubátovschina) de que su arresto desbarataría los intentos de este de formar sindicatos bajo control policial. Tras ser liberado, pasó inmediatamente a la clandestinidad y se convirtió el revolucionario profesional.
Tras su liberación, fundó junto con otros revolucionarios como Yekaterina Breshko-Breshkóvskaya, Víctor Chernov, Aleksandr Kérenski o Yevno Azef el Partido Social-Revolucionario, en 1901-1902. Era el principal activista de la dirección del partido y gozaba de gran carisma. Fundó también la Organización de Combate SR en 1902, que planeó y llevó a cabo el asesinato del ministro del Interior ruso Dmitri Sipiaguin en abril de ese mismo año y la del gobernador de Ufá, N. M. Bogdanóvich en mayo de 1903. Gershuni recorrió el imperio formando células de la Organización y eludiendo la persecución de la policía zarista, que sospechaba que era él el cabecilla de la Organización. Organizador y reclutador de terroristas para la Organización, Gershuni solía planear los atentados y acompañar a los perpetradores en sus ataques para evitar posibles dudas de último momento, pero no participada en ellos. Poseedor de una personalidad hipnótica para sus seguidores, un agente de la Ojrana que llegó a conocerlo bien le describió así:

Poseía un don increíble para controlar a los jóvenes inexpertos y manipulables. Sus ojos hipnotizadores y, en especial, su voz persuasiva subyugaban a aquellos a los que se dirigía y les convertía en sus ardientes admiradores. Cualquier persona en la que Gershuni se concentrase se sometía completamente a su voluntad y se convertía en obediente ejecutor de sus órdenes. Había algo de satánico en esta presión e influencia de Gershuni sobre sus víctimas.

La Organización durante el periodo que la dirigió Gershuni era pequeña, con apenas quince miembros que el propio Gershuni coordinaba. Era el único enlace entre la Organización y el comité central y la única persona que conocía a todos sus miembros.
La Organización falló, empero, en su intento de acabar con la vida del príncipe Iván Mijaílovich Obolenski, gobernador de Járkov, en julio de 1902, y responsable de la represión de las revueltas campesinas de la región durante la primavera, o en el del procurador del Santísimo Sínodo, Konstantín Pobedonóstsev. Gershuni había planeado los ataques, acompañó al terrorista que debía haber acabado con la vida de Obolenski y logró escapar de la policía tras el atentado fallido. Yevno Azef se reunió con Gershuni en Kiev para tramar el asesinato del ministro del Interior, Viacheslav von Pleve, y se encargó de desbaratarlo denunciándolo a la policía, que detuvo a los terroristas que debían haberlo perpetrado. Uno de los arrestados confesó durante los interrogatorios que Gershuni encabezaba la organización, lo que llevó a redoblar los esfuerzos por capturarlo. Pleve, obsesionado por atraparlo, distribuyó su fotografía por todo el país, lo que finalmente facilitó su arresto.
Gershuni desconocía que Azef, su lugarteniente, trabajaba para la Ojrana. Azef, que trabajaba para la policía secreta desde 1893, logró trabar amistad con Gershuni y se unió a la Organización por orden de sus superiores. El 13 de mayo de 1903, la policía arrestó por casualidad a Gershuni a las afueras de Kiev, cuando regresaba del asesinato del gobernador de Ufá. El jefe de la Ojrana de la ciudad lo reconoció gracias a las fotografías que se habían distribuido de él y lo envió a la capital. Su arresto produjo casi un año de pausa en los atentados de la Organización. El mando de la Organización pasó a Azef, por recomendación del propio Gershuni.
Se negó a confesar o a denunciar a sus compañeros de la Organización. En febrero de 1904, le juzgó un tribunal militar en San Petersburgo, que le condenó a pena de muerte; el zar Nicolás conmutó la sentencia por otra de cadena perpetua a trabajos forzados, a petición del propio Gershuni, cuya reputación sufrió menoscabo por esta actitud, distinta de la defensa a ultranza de sus acciones y entrega de anteriores terroristas. Sin embargo, el 13 de octubre de 1906 logró escapar del campo de trabajo de Akatuy escondido en un barril de chucrut y pasar a China.
De China viajó a Japón y a los Estados Unidos, donde dio conferencias desde San Francisco a Nueva York defendiendo la causa de los socialrevolucionarios, y recaudando fondos. En Chicago se entrevistó con Jane Addams. Regresó a Europa en febrero de 1907 y participó en la Segunda Conferencia Extraordinaria del Partido, donde se le recibió con una gran ovación. En ella siguió defendiendo la utilidad del terror como método para acabar con la autocracia rusa, aunque admitió la posible utilidad de la nueva Duma y abogó porque las actividades terroristas quedasen bajo el control del comité central. Defendió con vehemencia a Azef de las acusaciones de traición que se hicieron contra él. Muy enfermo ya, no pudo retomar sus actividades terroristas. Murió poco después, en marzo de 1908, en Zúrich, enfermo de tuberculosis. Con su muerte, el partido perdió a su mejor organizador y activista.